# فانجيليس كازان
فانجيليس كازان (باليونانية: Βαγγέλης Καζάν)‏ هو ممثل يوناني، ولد في 1936 في نافبليو في اليونان، وتوفي في 10 مارس 2008 في أثينا في اليونان.

## أعمال

### أفلام
- (1975) اللاعبون المسافرون
- (1988) المناظر الطبيعية في الضباب[6]

## وصلات خارجية
- فانجيليس كازان على موقع IMDb (الإنجليزية)
- فانجيليس كازان على موقع ألو سيني (الفرنسية)
- فانجيليس كازان على موقع أول موفي (الإنجليزية)
- فانجيليس كازان على موقع قاعدة بيانات الأفلام السويدية (السويدية)
- فانجيليس كازان على موقع قاعدة بيانات الفيلم (الإنجليزية)
- فانجيليس كازان على موقع كينوبويسك (الروسية)